# Lista dos vencedores do WCW World Television Championship

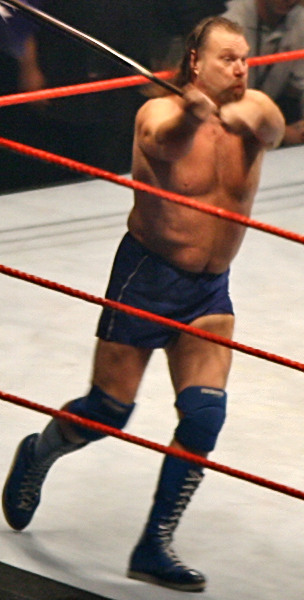
Hacksaw Jim Duggan foi o último vencedor do WCW World Television Championship.

O WCW World Television Championship foi um título mundial televisivo de wrestling profissional disputado na hoje inexistente World Championship Wrestling (WCW). O título foi introduzido em 27 de fevereiro de 1974, quando a WCW chamava-se Georgia Championship Wrestling, uma subsidiária da National Wrestling Alliance (NWA) e parte da Jim Crockett Promotions. A promoção foi renomeada WCW no início da década de 1980. Em março de 2001, a WCW foi vendida pela AOL Time Warner para a World Wrestling Federation (WWF), hoje WWE. Como todos os bens da WCW, o WCW World Television Championship, que havia sido desativado em 10 de abril de 2000, se tornou propriedade da WWF. Antes de ser conhecido como WCW World Television Championship (começando em 1991 até a aposentadoria do título), ele foi conhecido como "NWA Mid-Atlantic Television Championship" (de 1974 até 1977), "NWA Television Championship" (de 1977 até 1985), e "NWA World Television Championship" (de 1985 até 1991).
O campeão inaugural foi Danny Miller, que derrotou Ole Anderson em 27 de fevereiro de 1974, na final de um torneio. Booker T é o recordista de reinados, com seis. O segundo reinado de Rick Steamboat acabou com o título vago por razões desconhecidas. O dia do fim do reinado também é desconhecido, mas teve seu início em 10 de junho de 1978, acabando perto de 1980. Se o reinado acabou em 1 de janeiro de 1980, ou mais tarde, seria o reinado mais longo da história do título, com mais de 570 dias. Cinco diferentes reinados empatam como mais curto, com um dia. Hacksaw Jim Duggan foi o último campeão. Na época, o então campeão Scott Hall não queria o título, e após tentar, sem sucesso, dá-lo a Kevin Nash, abandonou o título ao jogá-lo no lixo no Nitro de 29 de novembro de 1999. No WCW Saturday Night de 16 de fevereiro do ano seguinte, Duggan encontrou o título em um lixão e se declarou campeão. O título foi aposentado em 10 de abril de 2000, no Nitro, com Eric Bischoff e Vince Russo "reiniciando" os campeões. No total, existiram 107 reinados com 55 lutadores, com 11 vacações.

## História

### Nomes
| Nome                                     | Anos      |
| ---------------------------------------- | --------- |
| NWA Mid-Atlantic Television Championship | 1974–1977 |
| NWA Television Championship              | 1977–1985 |
| NWA World Television Championship        | 1985–1991 |
| WCW World Television Championship        | 1991–2000 |

### Reinados
| #   | Lutador             | Reinado | Data                             | Dias          | Local                            | Evento                         | Notas |
| --- | ------------------- | ------- | -------------------------------- | ------------- | -------------------------------- | ------------------------------ | --- |
| 1   | Danny Miller        | 1       | 27 de fevereiro de 1974          | 72            | Raleigh, Carolina do Norte       | Evento ao vivo                 | Miller derrotou Ole Anderson na final de um torneio para se tornar o primeiro Campeão Televisivo do Meio-Atlântico da NWA.                                                            |
| 2   | Ivan Koloff         | 1       | 10 de maio de 1974               | 59            | Richmond, Virgínia               | Evento ao vivo                 | |
| 3   | Paul Jones          | 1       | 8 de julho de 1974               | 108           | Charlotte, Carolina do Norte     | Evento ao vivo                 | |
| 4   | Ivan Koloff         | 2       | 24 de outubro de 1974            | 63            | Anderson, Carolina do Sul        | Evento ao vivo                 | |
| 5   | Paul Jones          | 2       | 26 de dezembro de 1974           | 44            | Greensboro, Carolina do Norte    | Evento ao vivo                 | |
| 6   | Ric Flair           | 1       | 8 de fevereiro de 1975           | 181           | Winston-Salem, Carolina do Norte | Evento ao vivo                 | [ 4 ] |
| 7   | Paul Jones          | 3       | 8 de agosto de 1975              | 117           | Richmond, Virgínia               | Evento ao vivo                 | |
| —   | Vago                | —       | 3 de dezembro de 1975            | —             | N/A                              | N/A                            | Jones abandonou o título após ganhar o NWA Mid-Atlantic United States Heavyweight Championship em 27 de novembro de 1975.                                                             |
| 8   | Angelo Mosca        | 1       | 14 de abril de 1976              | 77            | Raleigh, Carolina do Norte       | Evento ao vivo                 | Mosca derrotou Tim Woods na final de um torneio. |
| 9   | Paul Jones          | 4       | 30 de junho de 1976              | 108           | Raleigh, Carolina do Norte       | Evento ao vivo                 | |
| 10  | Mr. Wrestling       | 1       | 16 de outubro de 1976            | 23            | Greensboro, Carolina do Norte    | Evento ao vivo                 | |
| 11  | Greg Valentine      | 1       | 8 de novembro de 1976            | 22            | Raleigh, Carolina do Norte       | Evento ao vivo                 | |
| 12  | Rufus R. Jones      | 1       | 30 de novembro de 1976           | 50            | Charleston, Carolina do Sul      | Evento ao vivo                 | |
| 13  | Greg Valentine      | 2       | 19 de janeiro de 1977            | 27            | Raleigh, Carolina do Norte       | Evento ao vivo                 | |
| 14  | Rufus R. Jones      | 2       | 15 de fevereiro de 1977          | 48            | Raleigh, Carolina do Norte       | Evento ao vivo                 | Durante o reinado de Jones, o título foi renomeado "NWA Television Championship". |
| 15  | Ric Flair           | 2       | 4 de abril de 1977               | 72            | Greenville, Carolina do Sul      | Evento ao vivo                 | [ 5 ] |
| 16  | Rick Steamboat      | 1       | 15 de junho de 1977              | 119           | Raleigh, Carolina do Norte       | Evento ao vivo                 | |
| 17  | Baron Von Raschke   | 1       | 12 de outubro de 1977            | 144           | Raleigh, Carolina do Norte       | Evento ao vivo                 | |
| 18  | Johnny Weaver       | 1       | 5 de março de 1978               | 21            | Charlotte, Carolina do Norte     | Evento ao vivo                 | |
| 19  | Baron Von Raschke   | 2       | 26 de março de 1978              | 73            | Greensboro, Carolina do Norte    | Evento ao vivo                 | |
| 20  | Paul Jones          | 5       | 7 de junho de 1978               | 3             | Raleigh, Carolina do Norte       | Evento ao vivo                 | |
| 21  | Rick Steamboat      | 2       | 10 de junho de 1978              | 661 ! [ N 1 ] | Asheville, Carolina do Norte     | Evento ao vivo                 | |
| —   | Vago                | —       | 1980                             | —             | N/A                              | N/A                            | |
| 22  | Masked Superstar    | 1       | 1 de abril de 1980               | 213 ! [ N 2 ] | Raleigh, Carolina do Norte       | Evento ao vivo                 | Masked Superstar won a tournament to win the vacant championship. |
| —   | Vago                | —       | Outubro de 1980                  | —             | N/A                              | N/A                            | |
| 23  | Roddy Piper         | 1       | 1 de novembro de 1980            | 87            | Richmond, Virginia               | Evento ao vivo                 | |
| —   | Vago                | —       | 27 de janeiro de 1981            | —             | N/A                              | N/A                            | The championship was vacated after Piper won the NWA Mid-Atlantic United States Heavyweight Championship.                                                                             |
| 24  | Sweet Ebony Diamond | 1       | 29 de abril de 1981              | 31 ! [ N 3 ]  | Raleigh, Carolina do Norte       | Evento ao vivo                 | Sweet Ebony Diamond won a tournament to win the vacant championship. |
| 25  | Greg Valentine      | 3       | 29 de abril — 30 de maio de 1981 | 31 ! [ N 4 ]  | N/A                              | Evento ao vivo                 | |
| 26  | Sweet Ebony Diamond | 2       | 30 de maio de 1981               | 99 ! [ N 5 ]  | Charlotte, Carolina do Norte     | Evento ao vivo                 | [ 6 ] |
| 27  | Greg Valentine      | 4       | 1981                             | 99 ! [ N 5 ]  | N/A                              | Evento ao vivo                 | |
| 28  | Ron Bass            | 1       | 6 de setembro de 1981            | 58            | Asheville, Carolina do Norte     | Evento ao vivo                 | |
| 29  | Ivan Koloff         | 3       | 3 de novembro de 1981            | 60            | Charlotte, Carolina do Norte     | Evento ao vivo                 | |
| 30  | Jimmy Valiant       | 1       | 2 de janeiro de 1982             | 155 ! [ N 6 ] | Hampton, Virgínia                | Evento ao vivo                 | |
| 31  | Ivan Koloff         | 4       | 1982                             | 155 ! [ N 7 ] | N/A                              | Evento ao vivo                 | |
| 32  | Jimmy Valiant       | 2       | 6 de junho de 1982               | 133 ! [ N 8 ] | Toronto, Ontario, Canadá         | Evento ao vivo                 | |
| 33  | Ivan Koloff         | 5       | 1982                             | 133 ! [ N 9 ] | N/A                              | Evento ao vivo                 | |
| 34  | Jimmy Valiant       | 3       | 17 de outubro de 1982            | 41 ! [ N 10 ] | Toronto, Ontario, Canadá         | Evento ao vivo                 | |
| 35  | Jos LeDuc           | 1       | 1982                             | 41 ! [ N 11 ] | N/A                              | Evento ao vivo                 | |
| —   | Vago                | —       | 1982                             | —             | N/A                              | N/A                            | Leduc was stripped of the championship due to cheating. |
| 36  | Bad Leroy Brown     | 1       | 27 de novembro de 1982           | 28            | Greensboro, Carolina do Norte    | Evento ao vivo                 | Brown won a 20 man battle royal to win the vacant championship. |
| 37  | Mike Rotundo        | 1       | 25 de dezembro de 1982           | 59            | Charlotte, Carolina do Norte     | Evento ao vivo                 | |
| 38  | Dick Slater         | 1       | 22 de fevereiro de 1983          | 33            | Columbia, Carolina do Sul        | Evento ao vivo                 | |
| 39  | Roddy Piper         | 2       | 27 de março de 1983              | 7             | Asheville, Carolina do Norte     | Evento ao vivo                 | |
| 40  | Dick Slater         | 2       | 3 de abril de 1983               | 27            | Greensboro, Carolina do Norte    | Evento ao vivo                 | |
| 41  | Jos LeDuc           | 2       | 30 de abril de 1983              | 23            | Richmond, Virginia               | Evento ao vivo                 | |
| 42  | The Great Kabuki    | 1       | 23 de maio de 1983               | 185           | Greenville, Carolina do Sul      | Evento ao vivo                 | |
| 43  | Charlie Brown       | 4       | 24 de novembro de 1983           | 68 ! [ N 12 ] | Greensboro, Carolina do Norte    | Starrcade (1983)               | |
| —   | Vago                | —       | Janeiro de 1984                  | —             | N/A                              | N/A                            | Valiant dropped the "Charlie Brown" alias and vacated the title. |
| 44  | Mark Youngblood     | 1       | 7 de março de 1984               | 21            | Spartanburg, Carolina do Sul     | Evento ao vivo                 | Youngblood ganhou o título na final de um torneio. |
| 45  | Tully Blanchard     | 1       | 28 de março de 1984              | 353           | N/A                              | Evento ao vivo                 | |
| 46  | Dusty Rhodes        | 1       | 16 de março de 1985              | 43            | Greensboro, Carolina do Norte    | Evento ao vivo                 | During Rhodes' reign, the title was renamed the "NWA World Television Championship".                                                                                                  |
| 47  | Tully Blanchard     | 2       | 28 de abril de 1985              | 69            | Charlotte, Carolina do Norte     | Evento ao vivo                 | |
| 48  | Dusty Rhodes        | 2       | 6 de julho de 1985               | 105           | Charlotte, Carolina do Norte     | The Great American Bash (1985) | |
| —   | Vago                | —       | 19 de outubro de 1985            | —             | N/A                              | N/A                            | Rhodes was stripped of the title due to an injury. |
| 49  | Arn Anderson        | 1       | 4 de janeiro de 1986             | 248           | Greensboro, Carolina do Norte    | Evento ao vivo                 | Anderson defeated Wahoo McDaniel in a tournament final to claim the vacant championship.                                                                                              |
| 50  | Dusty Rhodes        | 3       | 9 de setembro de 1986            | 79            | Columbia, Carolina do Sul        | Evento ao vivo                 | |
| 51  | Tully Blanchard     | 3       | 27 de novembro de 1986           | 263           | Greensboro, Carolina do Norte    | Starrcade (1986)               | |
| 52  | Nikita Koloff       | 1       | 17 de agosto de 1987             | 162           | Fayetteville, North Carolina     | Evento ao vivo                 | On November 27, 1987 at Starrcade, Koloff defeated Terry Taylor to unify the UWF Television Championship and the NWA World Television Championship.                                   |
| 53  | Mike Rotunda        | 2       | 26 de janeiro de 1988            | 335           | Raleigh, Carolina do Norte       | Evento ao vivo                 | |
| 54  | Rick Steiner        | 1       | 26 de dezembro de 1988           | 56            | Norfolk, Virgínia                | Starrcade (1988)               | |
| 55  | Mike Rotunda        | 3       | 20 de fevereiro de 1989          | 39            | Chicago, Illinois                | Chi-Town Rumble                | |
| 56  | Sting               | 1       | 31 de março de 1989              | 156           | Atlanta, Georgia                 | Evento ao vivo                 | [ 7 ] |
| 57  | The Great Muta      | 1       | 3 de setembro de 1989            | 121           | Atlanta, Georgia                 | Evento ao vivo                 | Muta defeated Sting to win the title. |
| 58  | Arn Anderson        | 2       | 2 de janeiro de 1990             | 336           | Gainesville, Geórgia             | NWA Power Hour                 | This episode aired on tape delay on January 12, 1990. |
| 59  | The Z-Man           | 1       | 4 de dezembro de 1990            | 41            | Gainesville, Geórgia             | World Championship Wrestling   | This episode aired on tape delay on December 29, 1990. |
| 60  | Arn Anderson        | 3       | 7 de janeiro de 1991             | 132           | Perry, Geórgia                   | WCW Worldwide                  | During Anderson's reign, the title was renamed the "WCW World Television Championship" following WCW's withdrawal from the NWA. This episode aired on tape delay on January 27, 1991. |
| 61  | Bobby Eaton         | 1       | 19 de maio de 1991               | 15            | São Petersburgo, Flórida         | SuperBrawl I                   | |
| 62  | Steve Austin        | 1       | 3 de junho de 1991               | 329           | Birmingham, Alabama              | WCW Worldwide                  | This episode aired on tape delay on June 29, 1991. |
| 63  | Barry Windham       | 1       | 27 de abril de 1992              | 26            | Atlanta, Georgia                 | WCW Saturday Night             | This episode aired on tape delay on May 9, 1992. |
| 64  | Steve Austin        | 2       | 23 de maio de 1992               | 102           | Chattanooga, Tennessee           | WCW Worldwide                  | This episode aired on tape delay on June 13, 1992. |
| 65  | Ricky Steamboat     | 3       | 2 de setembro de 1992            | 27            | Atlanta, Georgia                 | Clash of the Champions XX      | |
| 66  | Scott Steiner       | 1       | 29 de setembro de 1992           | 63 ! [ N 13 ] | Columbus, Geórgia                | WCW Worldwide                  | This episode aired on tape delay on October 17, 1992. |
| —   | Vago                | —       | Novembro de 1992                 | —             | N/A                              | N/A                            | Steiner was stripped of the title after he and his brother Rick Steiner leave for the World Wrestling Federation.                                                                     |
| 67  | Paul Orndorff       | 1       | 2 de março de 1993               | 169           | Macon, Geórgia                   | WCW Power Hour                 | Orndorff defeated Erik Watts in a tournament final to become the new champion. This episode aired on tape delay on March 27, 1993.                                                    |
| 68  | Ricky Steamboat     | 4       | 18 de agosto de 1993             | 32            | Daytona Beach                    | Clash of the Champions XXIV    | |
| 69  | Lord Steven Regal   | 1       | 19 de setembro de 1993           | 225           | Houston, Texas                   | Fall Brawl (1993)              | [ 9 ] |
| 70  | Larry Zbyszko       | 1       | 2 de maio de 1994                | 52            | Atlanta, Georgia                 | WCW Saturday Night             | This episode aired on tape delay on May 28, 1994. |
| 71  | Lord Steven Regal   | 2       | 23 de junho de 1994              | 87            | Charleston, Carolina do Sul      | Clash of the Champions XXVII   | [ 7 ] |
| 72  | Johnny B. Badd      | 1       | 18 de setembro de 1994           | 112           | Roanoke\|[[Roanoke (Virgínia)}}  | Fall Brawl (1994)              | [ 7 ] |
| 73  | Arn Anderson        | 4       | 8 de janeiro de 1995             | 161           | Atlanta, Georgia                 | WCW Main Event                 | |
| 74  | The Renegade        | 1       | 18 de junho de 1995              | 91            | Dayton, Ohio                     | The Great American Bash (1995) | |
| 75  | Diamond Dallas Page | 1       | 17 de setembro de 1995           | 42            | Asheville, Carolina do Norte     | Fall Brawl (1995)              | |
| 76  | Johnny B. Badd      | 2       | 29 de outubro de 1995            | 111           | Detroit, Michigan                | Halloween Havoc (1995)         | |
| 77  | Lex Luger           | 1       | 17 de fevereiro de 1996          | 1             | Baltimore, Maryland              | Evento ao vivo                 | |
| 78  | Johnny B. Badd      | 3       | 18 de fevereiro de 1996          | 17            | Norfolk, Virgínia                | Evento ao vivo                 | |
| 79  | Lex Luger           | 2       | 6 de março de 1996               | 167           | Macon, Geórgia                   | Evento ao vivo                 | |
| 80  | Lord Steven Regal   | 3       | 20 de agosto de 1996             | 181           | Dalton, Geórgia                  | Saturday Night                 | This episode aired on tape delay on August 31, 1996. |
| 81  | Prince Iaukea       | 1       | 17 de fevereiro de 1997          | 49            | Tampa (Flórida)                  | Nitro                          | [ 7 ] |
| 82  | Último Dragón       | 1       | 7 de abril de 1997               | 41            | Huville, Alabama                 | Nitro                          | |
| 83  | Lord Steven Regal   | 4       | 18 de maio de 1997               | 65            | Charlotte, Carolina do Norte     | Slamboree (1997)               | [ 7 ] |
| 84  | Último Dragón       | 2       | 22 de julho de 1997              | 30            | Jacksonville                     | Nitro                          | [ 7 ] |
| 85  | Alex Wright         | 1       | 21 de agosto de 1997             | 32            | Nashville, Tennessee             | Clash of the Champions XXXV    | |
| 86  | Disco Inferno       | 1       | 22 de setembro de 1997           | 42            | Salt Lake City, Utah             | Nitro                          | |
| 87  | Perry Saturn        | 1       | 3 de novembro de 1997            | 35            | Filadélfia                       | Nitro                          | |
| 88  | Disco Inferno       | 2       | 8 de dezembro de 1997            | 21            | Buffalo, New York                | Nitro                          | |
| 89  | Booker T            | 1       | 29 de dezembro de 1997           | 49            | Baltimore, Maryland              | Nitro                          | [ 10 ] |
| 90  | Rick Martel         | 1       | 16 de fevereiro de 1998          | 6             | Tampa (Flórida)                  | Nitro                          | |
| 91  | Booker T            | 2       | 22 de fevereiro de 1998          | 67            | San Francisco, California        | SuperBrawl VIII                | |
| 92  | Chris Benoit        | 1       | 30 de abril de 1998              | 1             | Augusta, Geórgia                 | WCW Thunder                    | |
| 93  | Booker T            | 3       | 1 de maio de 1998                | 1             | Greenville, Carolina do Sul      | Evento ao vivo                 | [ 11 ] |
| 94  | Chris Benoit        | 2       | 2 de maio de 1998                | 1             | Charleston, Carolina do Sul      | Evento ao vivo                 | [ 11 ] |
| 95  | Booker T            | 4       | 3 de maio de 1998                | 1             | Savannah (Geórgia), Geórgia      | Evento ao vivo                 | [ 11 ] |
| 96  | Fit Finlay          | 1       | 4 de maio de 1998                | 41            | Indianapolis, Indiana            | Nitro                          | [ 12 ] |
| 97  | Booker T            | 5       | 14 de junho de 1998              | 30            | Baltimore, Maryland              | The Great American Bash (1998) | [ 10 ] [ 12 ] |
| 98  | Stevie Ray          | 1       | 14 de julho de 1998              | 27            | Baltimore, Maryland              | Evento ao vivo                 | Ray was awarded the championship by a "power of attorney", which he claimed came from his injured brother.                                                                            |
| 99  | Chris Jericho       | 1       | 10 de agosto de 1998             | 112           | Rapid City, Dakota do Sul        | Nitro                          | [ 13 ] |
| 100 | Konnan              | 1       | 30 de novembro de 1998           | 28            | Chattanooga, Tennessee           | Nitro                          | [ 14 ] |
| 101 | Scott Steiner       | 2       | 28 de dezembro de 1998           | 76            | Baltimore, Maryland              | Nitro                          | |
| 102 | Booker T            | 6       | 14 de março de 1999              | 56            | Louisville, Kentucky             | Uncensored (1999)              | [ 10 ] |
| 103 | Rick Steiner        | 2       | 9 de maio de 1999                | 127           | St. Louis, Missouri              | Slamboree (1999)               | |
| 104 | Chris Benoit        | 3       | 13 de setembro de 1999           | 41            | Chapel Hill, Carolina do Norte   | Nitro                          | |
| 105 | Rick Steiner        | 3       | 24 de outubro de 1999            | 28            | Las Vegas, Nevada                | Halloween Havoc (1999)         | |
| 106 | Scott Hall          | 1       | 21 de novembro de 1999           | 8             | Toronto, Ontario, Canadá         | Mayhem (1999)                  | Hall won the title by forfeit when Steiner, who was to be his opponent at Mayhem, was deemed too injured to compete.                                                                  |
| —   | Vago                | —       | 29 de novembro de 1999           | —             | Denver, Colorado                 | Nitro                          | Hall abandoned the title by throwing the belt into a trashcan. |
| 107 | Hacksaw Jim Duggan  | 1       | 16 de fevereiro de 2000          | 54            | Bethlehem, Pensilvânia           | WCW Thunder                    | Duggan encontrou o cinturão em um lixão e o pegou para si. |
| —   | Aposentado          | —       | 10 de abril de 2000              | —             | Denver, Colorado                 | Nitro                          | Título foi aposentado após Vince Russo e Eric Bischoff "reiniciaram" a WCW. |

## Lista de reinados combinados
| Símbolo | Significado                                                                       |
| ------- | --------------------------------------------------------------------------------- |
| ¤       | A duração exata de um dos títulos não é certa. A combinação pode estar incorreta. |

| Posição | Lutador                        | # de reinados | Dias combinados |
| ------- | ------------------------------ | ------------- | --------------- |
| 1       | Arn Anderson                   | 4             | 870             |
| 2       | Rick Steamboat/Ricky Steamboat | 4             | 748¤            |
| 3       | Tully Blanchard                | 3             | 685             |
| 4       | Lord Steven Regal              | 4             | 557             |
| 5       | Mike Rotunda                   | 3             | 433             |
| 6       | Steve Austin                   | 2             | 431             |
| 7       | Paul Jones                     | 5             | 380             |
| 8       | Ric Flair                      | 2             | 253             |
| 9       | Johnny B. Badd                 | 3             | 240             |
| 10      | Dusty Rhodes                   | 3             | 227             |
| 11      | Baron Von Raschke              | 2             | 217             |
| 12      | Rick Steiner                   | 3             | 211             |
| 13      | Booker T                       | 6             | 204             |
| 14      | The Great Kabuki               | 1             | 185             |
| 15      | Ivan Koloff                    | 5             | 182¤            |
| 16      | Paul Orndorff                  | 1             | 169             |
| 17      | Lex Luger                      | 2             | 168             |
| 18      | Nikita Koloff                  | 1             | 162             |
| 19      | Sting                          | 1             | 156             |
| 20      | The Great Muta                 | 1             | 121             |
| 21      | Chris Jericho                  | 1             | 112             |
| 22      | Scott Steiner                  | 2             | 108¤            |
| 23      | Rufus R. Jones                 | 2             | 98              |
| 24      | Roddy Piper                    | 2             | 94              |
| 25      | The Renegade                   | 1             | 91              |
| 26      | Angelo Mosca                   | 1             | 77              |
| 27      | Danny Miller                   | 1             | 72              |
| 27      | Último Dragón                  | 2             | 72              |
| 29      | Disco Inferno                  | 2             | 63              |
| 30      | Dick Slater                    | 2             | 60              |
| 31      | Ron Bass                       | 1             | 58              |
| 32      | Hacksaw Jim Duggan             | 1             | 54              |
| 33      | Larry Zbyszko                  | 1             | 52              |
| 34      | Greg Valentine                 | 4             | 49¤             |
| 34      | Prince Iaukea                  | 1             | 49              |
| 36      | Chris Benoit                   | 3             | 43              |
| 37      | Diamond Dallas Page            | 1             | 42              |
| 38      | Fit Finlay                     | 1             | 41              |
| 38      | The Z-Man                      | 1             | 41              |
| 40      | Charlie Brown/Jimmy Valiant    | 4             | 38¤             |
| 41      | Perry Saturn                   | 1             | 35              |
| 42      | Alex Wright                    | 1             | 32              |
| 43      | Konnan                         | 1             | 29              |
| 44      | Bad Leroy Brown                | 1             | 28              |
| 45      | Stevie Ray                     | 1             | 27              |
| 46      | Barry Windham                  | 1             | 26              |
| 47      | Jos LeDuc                      | 2             | 23¤             |
| 47      | Mr. Wrestling                  | 1             | 23              |
| 49      | Johnny Weaver                  | 1             | 21              |
| 49      | Mark Youngblood                | 1             | 21              |
| 51      | Bobby Eaton                    | 1             | 15              |
| 52      | Scott Hall                     | 1             | 8               |
| 53      | Rick Martel                    | 1             | 6               |
| 54      | Sweet Ebony Diamond            | 2             | 0¤              |
| 54      | Masked Superstar               | 1             | 0¤              |